# Fritillaria byfieldii
Fritillaria byfieldii är en liljeväxtart som beskrevs av Neriman Özhatay och Edward Martyn Rix. Fritillaria byfieldii ingår i Klockliljesläktet och i familjen liljeväxter. Inga underarter finns listade.